# برن (آیداهو)
برن (به انگلیسی: Bern) یک منطقهٔ مسکونی در ایالات متحده آمریکا است که در شهرستان آبشار لیک، آیداهو واقع شده‌است. برن ۱٬۸۱۹٫۰۷ متر بالاتر از سطح دریا واقع شده‌است.